# Kirche Alt Kosenow

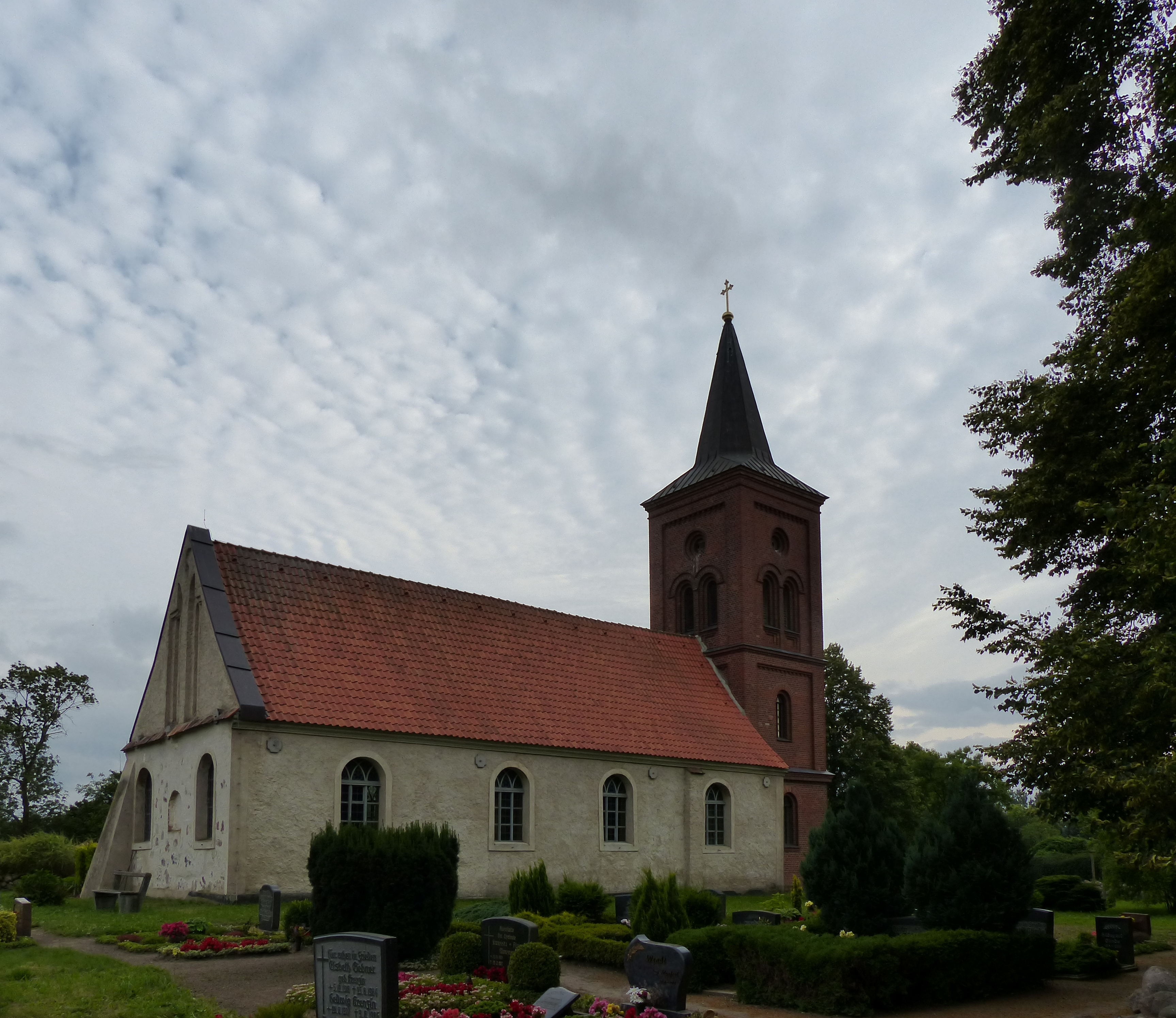
Kirche Alt Kosenow

Die evangelische Kirche Alt Kosenow, auch Marienkirche und St.-Marien-Kirche genannt, ist ein aus dem 14. Jahrhundert stammendes Kirchengebäude im Ortsteil Alt Kosenow der Gemeinde Neu Kosenow. Die evangelische Kirchengemeinde Ducherow gehört seit 2012 zur Propstei Pasewalk im Pommerschen Evangelischen Kirchenkreis der Evangelisch-Lutherischen Kirche in Norddeutschland. Vorher gehörte sie zum Kirchenkreis Greifswald der Pommerschen Evangelischen Kirche.

## Lage
Alt Kosenow ist über die Bundesstraße 109 erreichbar, die westlich der Gemarkung annähernd in Nord-Süd-Richtung am Ort vorbeiführt. Von dort zweigt die Dorfstraße als Alt Kosnow nach Osten hin ab und verzweigt sich mehrfach im Ort, unter anderem auch zum Sakralbau. Die Kirche steht auf einer kleinen Anhöhe östlich der Bundesstraße auf einem Gelände, das mit einer Mauer aus ungeschichteten und unbehauenen Feldsteinen eingefriedet ist.

## Geschichte
Über das Datum der Errichtung existieren unterschiedliche Angaben. Die Evangelische Kirche gibt in einer Kurzbeschreibung zur Kirche auf ihrer Website an, dass sie im Jahr 1308 errichtet und unter anderem im 15. Jahrhundert erweitert worden sei. Das Dehio-Handbuch legt sich nicht auf eine Jahreszahl fest, sondern gibt an, dass das Bauwerk im 15. Jahrhundert entstanden sei. Die Kirchweihe fand zu Ehren der Jungfrau Maria statt. Weitere, nicht näher ausgeführte Arbeiten, haben im 18. Jahrhundert stattgefunden. Als sicher gilt, dass Handwerker im 18. oder 19. Jahrhundert die Blenden im östlichen Giebel veränderten. 1862 erhielt das Bauwerk eine Orgel; 1878 errichteten Handwerker aus Backstein den quadratischer Kirchturm, dessen kupferne Helmeindeckung von 1992 stammt. Im Zuge der Metallspende des deutschen Volkes musste die Kirchengemeinde im Zweiten Weltkrieg eine der beiden Glocken abgeben. Sie ging verloren. Von 1989 bis 1998 wurde die Marienkirche komplett restauriert.

## Baubeschreibung

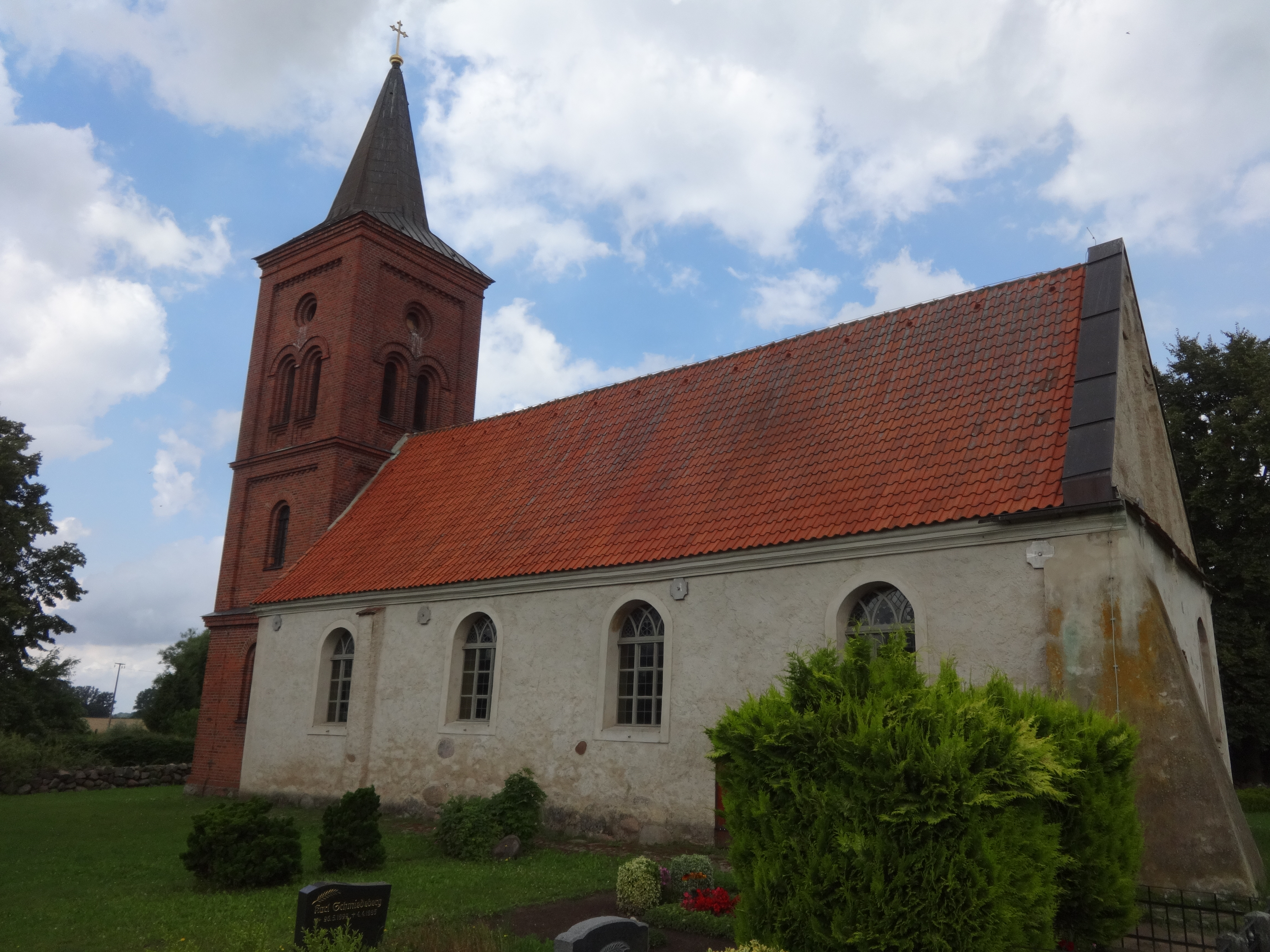
Ansicht von Süden

Der Chor ist gerade und nicht eingezogen. Die Wand wird von zwei segmentbogenförmigen Fenstern dominiert. Mittig ist eine deutlich kleinere Öffnung, die jedoch zugesetzt ist. Darüber ist ein Giebel, der aus Mauerstein errichtet wurde und mit Blenden verziert ist.
Die Nord- und Südseite des Kirchenschiffs ist symmetrisch aufgebaut. Hier sind vier gleichartige, ebenfalls segmentbogenförmige Fenster, deren Faschen durch einen glatten Putz betont werden. Auffällig ist je ein Strebepfeiler zwischen dem ersten westlich gelegenen Fenster sowie dem übrigen Baukörper. Ungewöhnlich ist ein weiterer Strebepfeiler, der an der Südostecke die Chorwand sowie das Kirchenschiff stützt. Er vergrößert sich pyramidenförmig nach unten; ein Gegenstück an der Nordostecke fehlt hingegen. Es sind dort auch keine Abbruchspuren erkennbar. Das Schiff ist hell verputzt und trägt ein schlichtes Satteldach.
Nach Westen hin schließt sich der quadratische und eingezogene, 27,5 Meter hohe Kirchturm an. Er wurde aus rötlichem Mauerstein in neogotischen Formen errichtet. Der Zugang erfolgt über ein ebenfalls segmentbogenförmiges Westportal, das in einem zweifach getreppten kleinen Vorbau eingelassen ist. Es wird von einem Giebel mit einem Kreuz gekrönt. An der Nord- und Südseite ist je ein Fenster mit einem Gewände aus Mauerstein. Ein Gesims trennt das mittlere Geschoss vom unteren Baukörper ab. Hier ist an den drei zugänglichen Seiten je ein segmentbogenförmiges Fenster in einer großen Blende, die am oberen Ende mit je einem Fries verziert sind. Die Ecken des Bauwerks werden von nun an durch Lisenen betont. Oberhalb eines weiteren Gesimses ist das Glockengeschoss. Es besteht aus zwei gekuppelten, kleinen und ebenfalls segmentbogenförmigen Klangarkaden mit einer darüber mittig angebrachten, kreisförmigen Öffnung. Auch diese Felder sind mit einem Fries verziert. Der spitze Helm schließt mit einer Turmkugel und Kreuz ab.

## Ausstattung

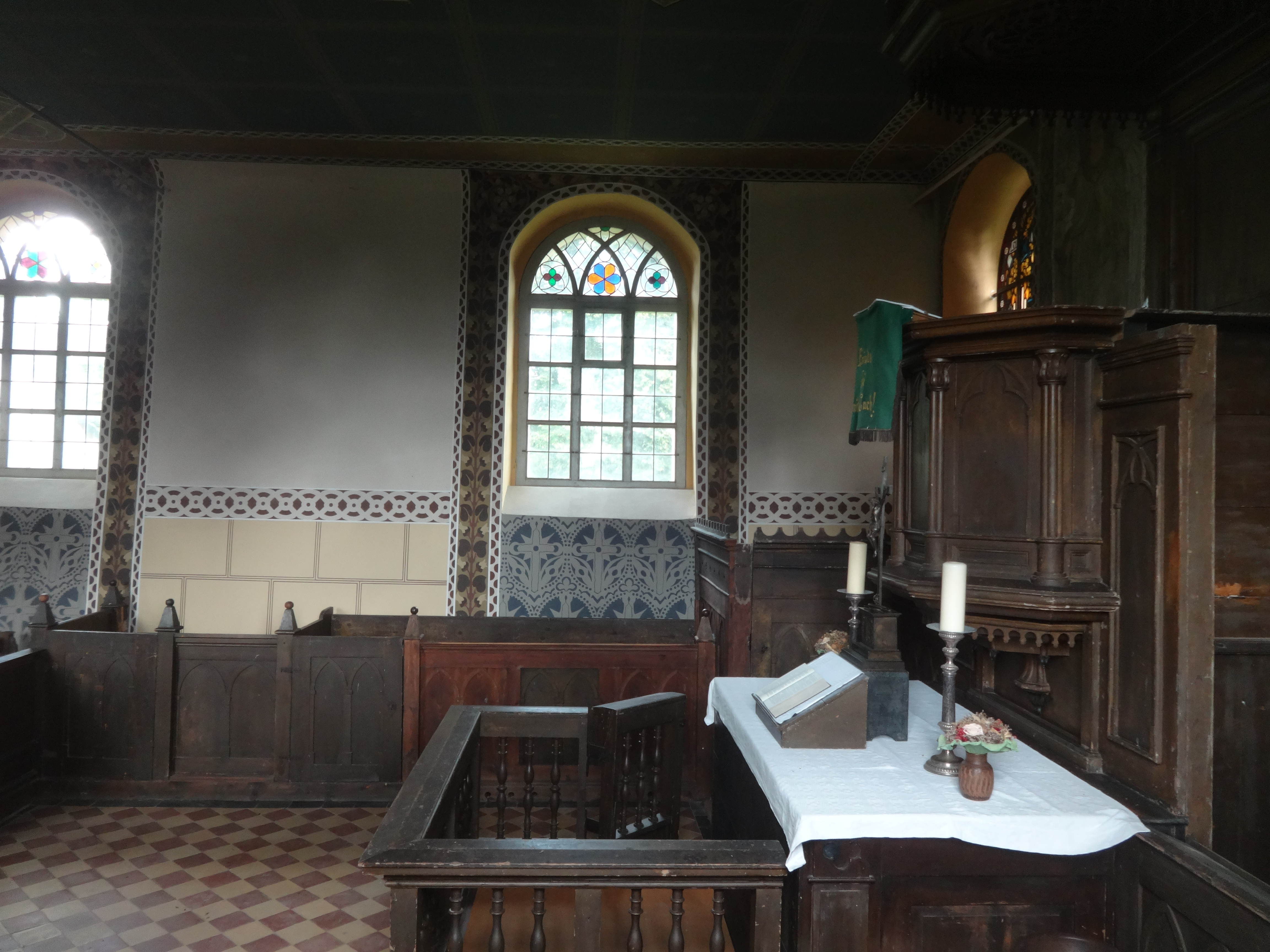
Blick ins Kirchenschiff

Der Kanzelaltar sowie das Gestühl sind vergleichsweise schlicht und wurden 1880 aus dunklem Holz erbaut. Ein Tafelbild der Kreuzabnahme mit Schmuckrahmen aus dem 16. Jahrhundert, welches 1945 von Flüchtlingen aus Hinterpommern mitgebracht und im Jahr 2000 restauriert wurde, befindet sich seit 2005 als Leihgabe im Bischofssitz in Greifswald. Auf der Westempore steht eine Orgel, die 1862 Friedrich Wilhelm Kaltschmidt aus Stettin fertigte; sie ist im Jahr 2017 nicht spielbar. Der Innenraum wurde 1904 von Otto Bartelt aus Berlin im Jugendstil ausgemalt.
Zur Kirchenausstattung gehören ferner zwei bunte Chorfenster mit Bleiverglasung aus dem Jahr 1910. Sie stammen vom Berliner Künstler Paul Förster und zeigen fünf Leuchter mit brennenden Kerzen, die vor einem Teppich stehen. An der Ostwand sind die Erzengel Gabriel sowie Michael dargestellt; an der Decke findet sich eine Darstellung von Jesus Christus am Kreuz sowie den vier Evangelisten. Die einzige erhaltene Glocke stammt aus dem Jahr 1879.